# Hettange-Grande
Hettange-Grande là một xã trong vùng Grand Est, thuộc tỉnh Moselle, quận Thionville-Est, tổng Cattenom. Tọa độ địa lý của xã là 49° 24' vĩ độ bắc, 06° 09' kinh độ đông. Hettange-Grande nằm trên độ cao trung bình là 200 mét trên mực nước biển, có điểm thấp nhất là 155 mét và điểm cao nhất là 247 mét. Xã có diện tích 16,27 km², dân số vào thời điểm 2003 là 8014 người; mật độ dân số là 492 người/km². Xã nằm khoảng 6 km về phía bắc của Thionville, thuộc Pháp từ năm 1659.

## Thông tin nhân khẩu
| 1962 | 1968 | 1975 | 1982 | 1990 | 1999 | 2003 |
| ---- | ---- | ---- | ---- | ---- | ---- | ---- |
| 4502 | 5037 | 5621 | 5786 | 5734 | 6356 | 8014 |

## Các thành phố kết nghĩa
- Sinzig, Đức,